# Jean-Philippe Rossignol
Œuvres principales
Vie électrique (2011), Juan Fortuna (2015)
Jean-Philippe Rossignol, né le 9 juillet 1979, est un écrivain, éditeur, traducteur et critique français. Il est notamment l'auteur de Vie électrique (Gallimard) et de Juan Fortuna (Christian Bourgois éditeur).

## Parcours
Après avoir été longtemps éditeur (notamment chez Flammarion et chez Payot & Rivages) et critique pour différentes revues, il a été chargé de la littérature au Grand R à la Roche-sur-Yon et à Kultur|lx au Luxembourg. En 2014, il est lauréat de la bourse Cioran et travaille à un livre sur Elio Vittorini et la Sicile,

## Œuvres
En 2011 paraît son premier livre : Vie électrique (Gallimard). Philippe Sollers décrit le narrateur ainsi : « "un étrange jeune homme, très cultivé, mène une vie aventureuse qui périme d'emblée tous les lourds et vieux romans naturalistes de l'automne" »,. 
Publié dans la collection L'Infini chez Gallimard, le livre rencontre un bel écho critique aussi bien dans la presse généraliste,, que dans les médias spécialisés,,,.
En 2015 paraît son roman Juan Fortuna (Christian Bourgois éditeur). Ce livre relate la disparition de Juan Fortuna à l'âge de trente ans à Buenos Aires en 2009. Son frère raconte comme il essaie de retrouver sa trace et remonte le passé de leur enfance commune. Personnage excentrique et généreux, Juan Fortuna est imprévisible. Il se laisse happer par une réalité trouble avant de disparaître totalement. Inspirées par le cinéma et la littérature sud américaine, ces pages diffusent une atmosphère d'inquiétante étrangeté. Claude Arnaud qualifie ainsi l'écriture de ce livre : "« Une grêle de phrases courtes, servies par un art unique de la volte »".
Jean-Philippe Rossignol a aussi contribué à plusieurs ouvrages collectifs, parmi lesquels :
- Noir clair dans tout l'univers, éditions Le Bord de l'Eau, 2012
- Janet Biggs, Echo of the Unknown, Blaffer Art Museum, University of Houston, 2015
- Dance with me video, Maison Européenne de la Photographie, 2016[16]
- Sublime de textes, éditions art nOmad, 2017
- Zones blanches, récits d'exploration, éditions le Bec en l'air, 2018
- Opéra Monde, éditions RMN / Centre Pompidou-Metz, 2019
- « Brest polyphonie », Éditions du parapluie jaune, 2022

## Traduction
May Ayim, Blues en noir et blanc, préfacé par Maryse Condé, traduit de l'allemand par Lucie Lamy et Jean-Philippe Rossignol, Ypsilon éditeur, 2022 (édition bilingue).